# Pericoma aterrima
Pericoma aterrima är en tvåvingeart som först beskrevs av Banks 1914.  Pericoma aterrima ingår i släktet Pericoma och familjen fjärilsmyggor.
Artens utbredningsområde är New York. Inga underarter finns listade i Catalogue of Life.